# Passavant
Passavant is een gemeente in het Franse departement Doubs (regio Bourgogne-Franche-Comté) en telt 195 inwoners (2004). De plaats maakt deel uit van het arrondissement Besançon.

## Geografie
De oppervlakte van Passavant bedraagt 15,2 km², de bevolkingsdichtheid is 12,8 inwoners per km².
De onderstaande kaart toont de ligging van Passavant met de belangrijkste infrastructuur en aangrenzende gemeenten.

## Demografie
Onderstaande figuur toont het verloop van het inwonertal (bron: INSEE-tellingen).